# Правительство Фиалы
Правительство Петра Фиалы (чеш. Vláda Petra Fialy) — 16-е и действующее коалиционное правительство Чешской Республики во главе с Петром Фиалой. Было приведено к присяге 17 декабря 2021 года. Доверие парламента получило 13 января 2022 года.

## Общие сведения
Правительство, которое было сформировано выигравшей, на парламентских выборах в октябре 2021 года, коалицией «Вместе» (чеш. SPOLU — ODS, KDU-ČSL и TOP 09) и коалицией «Пиратов и Старост». Новое правительство сменило второе правительство Андрея Бабиша.

### Возникновение правительства
Назначение нового премьер-министра, должно было состояться после возвращения президента Милоша Земана из центрального военного госпиталя в Праге, 26 ноября 2021 года. Однако, в связи с очередной госпитализацией президента, на этот раз из-за позитивного результата теста на COVID-19, назначение было отложено и по итогу произошло в Ланском замке 28 ноября 2021 года.
25 ноября 2021 года, кандидат на пост министра промышленности и торговли от движения STAN, региональный политик Веслав Михалик, отказался от своей номинации на этот пост, в связи с имущественными связями и своей предпринимательской деятельности. По информации СМИ, компании, связанные с семьей Михалика, взяли долг в размере 4,5 миллиона евро через анонимную кипрскую компанию, которая, по его словам, принадлежала его жене. Новым кандидатом на пост министра стал банкир-инвестор и менеджер Йозеф Сикела.

#### Разногласия президента с Яном Липавским
17 ноября 2021 года президент Милош Земан выразил намерение не назначать кандидата на пост министра иностранных дел Яна Липавского из-за разных позиций во внешней политике. Согласно сообщениям СМИ, президент Земан, во время личного разговора с Липавским, 7 декабря 2021 года, посоветовал тому снять свою номинацию на эту должность. Через три дня президент подтвердил, что не назначит Липавского членом правительства из-за разногласий и по его мнению «недостаточной квалификации» Липавского. Одним из аргументов президента был тот факт, что Липавский, единственный из кандидатов, получил только степень бакалавра. Однако после встречи с назначенным премьер-министром Фиалой, 13 декабря, президент передумал и дал согласие на назначение Липавского, хотя критику в адрес Липавского по прежнему выражал. Ранее Фиала заявлял, что в случае отказа президента, что был готов подать жалобу на президента в Конституционный суд.
Будучи премьер-министром, Земан заявлял, что конституция не дает президенту права отклонить назначение предложенного кандидата членом правительства. По поводу колебаний президента Вацлава Гавела в 1998 году, при назначении на пост министра иностранных дел Яна Кавана и министра внутренних дел Вацлава Грулиха, Земан заявил: «...если бы речь шла о каком-то кадровом вето, я считаю, что это противоречило бы соответствующей статье конституции. <...> Как вы знаете, согласно конституции, это предлагает премьер-министр, и в этом случае это гарантируется».
Юрист по конституционному праву Ян Кисела назвал возможное не назначение должным образом предложенного Липавского неконституционной процедурой, хотя для самого акта не было никаких юридических препятствий. Такое же мнение высказали его коллеги юристы Марек Антош, Ян Винтр и Ондржей Пройсс. Однако, конституционный юрист, профессор Карлова университета Алеш Герлох стал сторонником позиции меньшинства, согласно которой, согласно конституции «ничто четко не предписывает главе государства выполнить предложение о назначении».

### Назначение правительства
13 декабря 2021 года, Петр Фиала сообщил, что он и президент Милош Земан договорились о назначении правительства, которое состоялось 17 декабря 2021 года в 11:00 в музыкальном зале Ланского замка.
Кандидат на пост министра сельского хозяйства, Зденек Никула, в связи с предписанной изоляцией из-за положительного теста на COVID-19, не смог принять участие в назначении правительства. В период с 17 декабря по 3 января 2022 года, временно-исполняющим обязанности министра был вице-премьер Мариан Юречка.

## Состав кабинета

### Основной состав
| Министерство (должность)                                               | Имя                  | Начало полномочий | Конец полномочий | Партия                      | Партия                   | Коалиция    | Коалиция          |
| Председатель Правительства                                             | Петр Фиала           | 17 декабря 2021   |                  |                             | ODS                      |             | SPOLU             |
| Первый вице-председатель, министерство внутренних дел                  | Вит Ракушан          | 17 декабря 2021   |                  |                             | STAN                     |             | Пираты и Старосты |
| Вице-председатель, министерство труда и социальных дел                 | Мариан Юречка        | 17 декабря 2021   |                  |                             | KDU-ČSL                  |             | SPOLU             |
| Вице-председатель по цифровизации, министерство регионального развития | Иван Бартош          | 17 декабря 2021   | 30 сентября 2024 |                             | Чешская пиратская партия |             | Пираты и Старосты |
| Вице-председатель, министерство здравоохранения                        | Властимил Валек      | 17 декабря 2021   |                  |                             | TOP 09                   |             | SPOLU             |
| Министерство финансов                                                  | Збынек Станюра       | 17 декабря 2021   |                  |                             | ODS                      |             | SPOLU             |
| Министерство иностранных дел                                           | Ян Липавский         | 17 декабря 2021   |                  |                             | Чешская пиратская партия |             | Пираты и Старосты |
| Министерство иностранных дел                                           | Ян Липавский         | 17 декабря 2021   |                  | Беспартийный (от 1.10.2024) |                          | Независимый |                   |
| Министерство юстиции                                                   | Павел Блажек         | 17 декабря 2021   | 10 июня 2025     |                             | ODS                      |             | SPOLU             |
| Министерство юстиции                                                   | Эва Декруа           | 10 июня 2025      |                  |                             | ODS                      |             | SPOLU             |
| Министерство культуры                                                  | Мартин Бакса         | 17 декабря 2021   |                  |                             | ODS                      |             | SPOLU             |
| Министерство промышленности и торговли                                 | Йозеф Сикела         | 17 декабря 2021   | 7 октября 2024   |                             | Беспартийный за STAN     |             | Пираты и Старосты |
| Министерство промышленности и торговли                                 | Лукаш Влчек          | 8 октября 2024    |                  |                             | STAN                     |             | Пираты и Старосты |
| Министерство образования, молодёжи и физической культуры               | Петр Газдик          | 17 декабря 2021   | 29 июня 2022     |                             | STAN                     |             | Пираты и Старосты |
| Министерство образования, молодёжи и физической культуры               | Владимир Балаш       | 29 июня 2022      | 4 мая 2023       |                             | STAN                     |             | Пираты и Старосты |
| Министерство образования, молодёжи и физической культуры               | Микулаш Бэк          | 4 мая 2023        |                  |                             | STAN                     |             | Пираты и Старосты |
| Министерство обороны                                                   | Яна Чернохова        | 17 декабря 2021   |                  |                             | ODS                      |             | SPOLU             |
| Министерство транспорта                                                | Мартин Купка         | 17 декабря 2021   |                  |                             | ODS                      |             | SPOLU             |
| Министерство регионального развития                                    | Мариан Юречка (врио) | 1 октября 2024    | 7 октября 2024   |                             | KDU-ČSL                  |             | SPOLU             |
| Министерство регионального развития                                    | Петр Кулганек        | 8 октября 2024    |                  |                             | KOA, номинирован STAN    |             | Пираты и Старосты |
| Министерство сельского хозяйства                                       | Мариан Юречка (врио) | 17 декабря 2021   | 3 января 2022    |                             | KDU-ČSL                  |             | SPOLU             |
| Министерство сельского хозяйства                                       | Зденек Некула        | 3 января 2022     | 29 июня 2023     |                             | KDU-ČSL                  |             | SPOLU             |
| Министерство сельского хозяйства                                       | Марек Выборны        | 29 июня 2023      |                  |                             | KDU-ČSL                  |             | SPOLU             |
| Министерство окружающей среды                                          | Анна Губачкова       | 17 декабря 2021   | 1 ноября 2022    |                             | KDU-ČSL                  |             | SPOLU             |
| Министерство окружающей среды                                          | Мариан Юречка (врио) | 1 ноября 2022     | 10 марта 2023    |                             | KDU-ČSL                  |             | SPOLU             |
| Министерство окружающей среды                                          | Петр Гладик          | 10 марта 2023     |                  |                             | KDU-ČSL                  |             | SPOLU             |

### Министры без портфеля
| Министерство (должность)                       | Имя                | Начало полномочий | Конец полномочий | Партия | Партия                   | Коалиция | Коалиция          |
| Министр по вопросам науки и исследований       | Гелена Лангшадлова | 17 декабря 2021   | 5 мая 2024       |        | TOP 09                   |          | SPOLU             |
| Министр по вопросам науки и исследований       | Марек Женишек      | 16 мая 2024       |                  |        | TOP 09                   |          | SPOLU             |
| Министр — председатель Законодательного совета | Михал Шаломоун     | 17 декабря 2021   | 11 октября 2024  |        | Чешская пиратская партия |          | Пираты и Старосты |
| Министр по европейским делам                   | Микулаш Бэк        | 17 декабря 2021   | 4 мая 2023       |        | STAN                     |          | Пираты и Старосты |
| Министр по европейским делам                   | Мартин Дворжак     | 4 мая 2023        |                  |        | STAN                     |          | Пираты и Старосты |

## Изменения в правительстве
- 29 июня 2022 года, произошла первая перестановка в правительстве Петра Фиалы. В отставку подал министр образования, молодёжи и физической культуры Петр Газдик в связи с коррупционным скандалом, связанным с пражской организацией движения STAN, на этом посту его заменил Владимир Балаш[23].
- В октябре 2022 года, министр окружающей среды Анна Губачкова, обратилась к президиуму своей партии (KDU-ČSL) с заявлением, в котором заявила, что испытывает серьёзные проблемы со здоровьем и намеревается уйти в отставку. Кандидатом на пост министра стал муниципальный политик из Брно Петр Гладик, однако в середине октября прошли обыски в магистрате Брно в связи с коррупционным скандалом. Сначала до выяснения всех обстоятельств, а затем ожидая, когда вступит в должность новый президент (Милош Земан отказывался назначать Гладика) с 1 ноября по 10 марта, пост министра окружающей среды исполнял Мариан Юречка.[24] 10 марта 2023 года, новый президент Петр Павел назначил Петра Гладика министром[25].
- 20 апреля 2023 года, министр образования, молодёжи и физической культуры Владимир Балаш объявил о своём намерении подать в отставку по состоянию здоровья. Движение Старосты и независимые предложили нового кандидата на пост министра, а именно, бывшего ректора Масарикова университета, сенатора и министра по европейским делам Микулаша Бэка. 4 мая президент Петр Павел назначил Микулаша Бэка новым министром образования, а на место министра по европейским делам дипломата и политика Мартина Дворжака[26][27].
- Министр сельского хозяйства Зденек Некула объявил 14 июня 2023 года, что уходит в отставку. Новым министром был 29 июня 2023 года назначен Марек Выборны[28].
- В апреле 2024 года в СМИ появились сообщения о том, что руководству TOP 09 не нравится результаты работы министра по вопросам науки и исследований Гелены Лангшадловы. 25 апреля 2024 Гелена Лангшадлова объявила, что уходит со своей должности. Она не назвала конкретную причину, но председательница TOP 09 Маркета Пекарова Адамова назвала причиной недостаточное объяснение её работы[29]. Сама Лангшадлова заявила, что руководство критиковало, что у неё «мало лайков»[30]. Её отставку от 5 мая 2024 года была принята президентом Петром Павлом[31]. Преемником на этом посту должен был стать экономист и бывший ректор Силезского университета в Опаве Павел Тулея. Однако, вскоре в СМИ появилась информация о том, что он публиковал свои научные работы в так называемых хищнических журналах очень низкого качества. В результате чего тот отказался от своего будущего назначения. Новым кандидатом на пост министра стал депутат и председатель комитета по иностранным делам Марек Женишек. Новым министром стал 16 мая 2024 года[32].

### Уход «Пиратов» из правительства
- Спустя несколько дней после региональных выборов и первого тура выборов в Сенат, которые для правительственных партий оказались «катастрофическими», в особенности для Пиратской партии[33], 24 сентября 2024 года, состоялась встреча премьер-министра Фиалы и вице-премьера Бартоша, который днём ранее объявил о своей отставке с поста председателя Пиратской партии. Днём, через несколько часов после встречи, премьер на прессс-конференции объявил о том, что предложит президенту Петру Павлу к 30 сентября предложение с увольнением Ивана Бартоша с поста вице-премьера по вопросам цифровизации и министра регионального развития. Главной причиной для увольнения, премьер назвал провал введения электронной системы подачи документации и последующего получения разрешения на строительство, которое согласно закону должна была начать работать с 1 июля 2024 года[34]. По мнению ряда экспертов, чиновников и заинтересованных лиц, система не выполняла свои основные задачи, не работала как ей следует, имела ошибки и вместо ускорения работы чиновников и выдачи ими разрешений, только затягивала процесс[35]. По словам Фиалы, увольнение не является нарушением коалиционного соглашения и он призвал «Пиратов» выдвинуть нового кандидата на пост, добавив также, что доволен работой остальных министров «Пиратов». С 25 сентября вопросами цифровизации электронной системы разрешения на строительство будет отвечать министр транспорта Мартин Купка[36]. Через несколько часов после выступления премьера, прошла пресс-конференция Пиратской партии, в которой депутаты и министры (за исключением министра иностранных дел Яна Липавского, который находился в Нью-Йорке на заседании Генеральной ассамблеи ООН с президентом Петром Павлом), объявили что премьер «выкинул» партию из правительства, и что им ничего не остаётся как покинуть кабинет[37]. Депутаты также заявили, что премьер-министр поддался давлению своих однопартийцев и «крёстных отцов» (чеш. Kmotři — политический термин, обозначающиё закулисных игроков, связывающих бизнес с политикой, которые либо издалека, либо с позиций во главе руководящих органов, компаний или учреждений управляют событиями в политических партиях, или в регионах)[37][38].

30 сентября члены пиратской партии проголосовали за расторжение коалиционного соглашения и выходе пиратов из правительства. На основании этой резолюции и предыдущих заявлений оставшиеся два министра по делам пиратов, Михал Шаломун и Ян Липавский, должны уйти в отставку 1 октября 2024 года. В этот же день, президент Петр Павел уволил Ивана Бартоша и поручил временно исполнять обязанности министра регионального развития Мариана Юречку.
1 октября 2024 года, Ян Липавский объявил о том, что выходит из Пиратской партии и предложил премьеру своё заявление об отставке. Премьер-министр высоко оценил работу Липавского и предложил ему остаться в правительстве в качестве беспартийного министра, что тот и сделал.
- Новым министром регионального развития, 8 октября 2024 года, стал бывший гетман Карловарского края Петр Кулганек (Карловарская гражданская инициатива, KOA), которого номинировало STAN. Одновременно с этим новым министром промышленности и торговли, вместо Йозефа Сикелы, стал депутат и первый заместитель председателя STAN Лукаш Влчек[42][43].

- 30 мая 2025 года министр юстиции Павел Блажек объявил о намерении уйти в отставку. Это произошло в связи с так называемым «биткоиновым делом», то есть принятием пожертвования в биткоинах на сумму около миллиарда крон для возглавляемого им министерства от осуждённого наркоторговца Томаша Йиржиковского[44]. Национальный центр по борьбе с организованной преступностью расследует пожертвование на предмет возможного отмывания денег[45]. Премьер-министр Петр Фиала объявил 3 июня, что выдвинет на должность министра заместителя председателя партии, депутата парламента и адвоката Эву Декруа, которую президент Павел назначил министром юстиции 10 июня 2025 года[46][47].